# Rosa Maria Miró i Roig
Rosa Maria Miró i Roig (Manresa, Bages, 6 d'agost de 1960) és una matemàtica catalana. Filla del químic Pere Miró i Plans, estudià matemàtiques a la Universitat de Barcelona, de la qual actualment n'és catedràtica del departament d'Àlgebra i Geometria i editora en cap de la revista Collectanea Mathematica (la revista científica sobre matemàtiques més antiga d'Espanya, que va ser fundada el 1948 per Josep Maria Orts Aracil). Forma part del Comitè Científic de la Societat Catalana de Matemàtiques i de la Real Sociedad Matemática Española.
És considerada una autoritat en la teoria Liaison de Gorenstein: és un dels cinc autors del teorema KMMNP. El 2007 va ser la guanyadora del Premi Ferran Sunyer i Balaguer, de l'IEC, pel treball Lectures on Determinantal Ideals, el qual té un «paper clau en l'àlgebra commutativa i la geometria algebraica, amb aplicacions a la teoria d'invariants, a la teoria de representacions i a la combinatòria».

## Publicacions[b]
- «Complex Analysis and Geometry» (en anglès). Logman Group, 366, 1997.[9]
- «Commutative Algebra» (en anglès). Progress in Math. Birkhäuser, 166, 1998.[9]
- «Proccedings of the 3rd European Congress of Mathematics» (en anglès). Progress in Math. Birkhäuser, 200 i 201, 2001.[9]
- SCM and CIMNE. Mathematical glimpses into the 21st century : round tables held at the third European Congress of Mathematics (en anglès), desembre 2001. ISBN 978-84-89925-85-4.[9][10]
- Miró-Roig, Rosa Maria. Determinantal ideals (en anglès).  Springer, 2008 (Volum 264 de Progress in Mathematics - Birkhäuser). ISBN 978-3-7643-8535-4 [Consulta: 14 maig 2013]., Premi Ferran Sunyer i Balaguer.[11]
- Llerena, Irene; Miró-Roig, Rosa M. Matrius i vectors.  Barcelona: Publicacions i Edicions de la Universitat de Barcelona, 2010. ISBN 9788447534685. (reimprès el 2011)